# Gazomètres de Vienne
 (juillet 2017).
Si vous disposez d'ouvrages ou d'articles de référence ou si vous connaissez des sites web de qualité traitant du thème abordé ici, merci de compléter l'article en donnant les références utiles à sa vérifiabilité et en les liant à la section « Notes et références ».

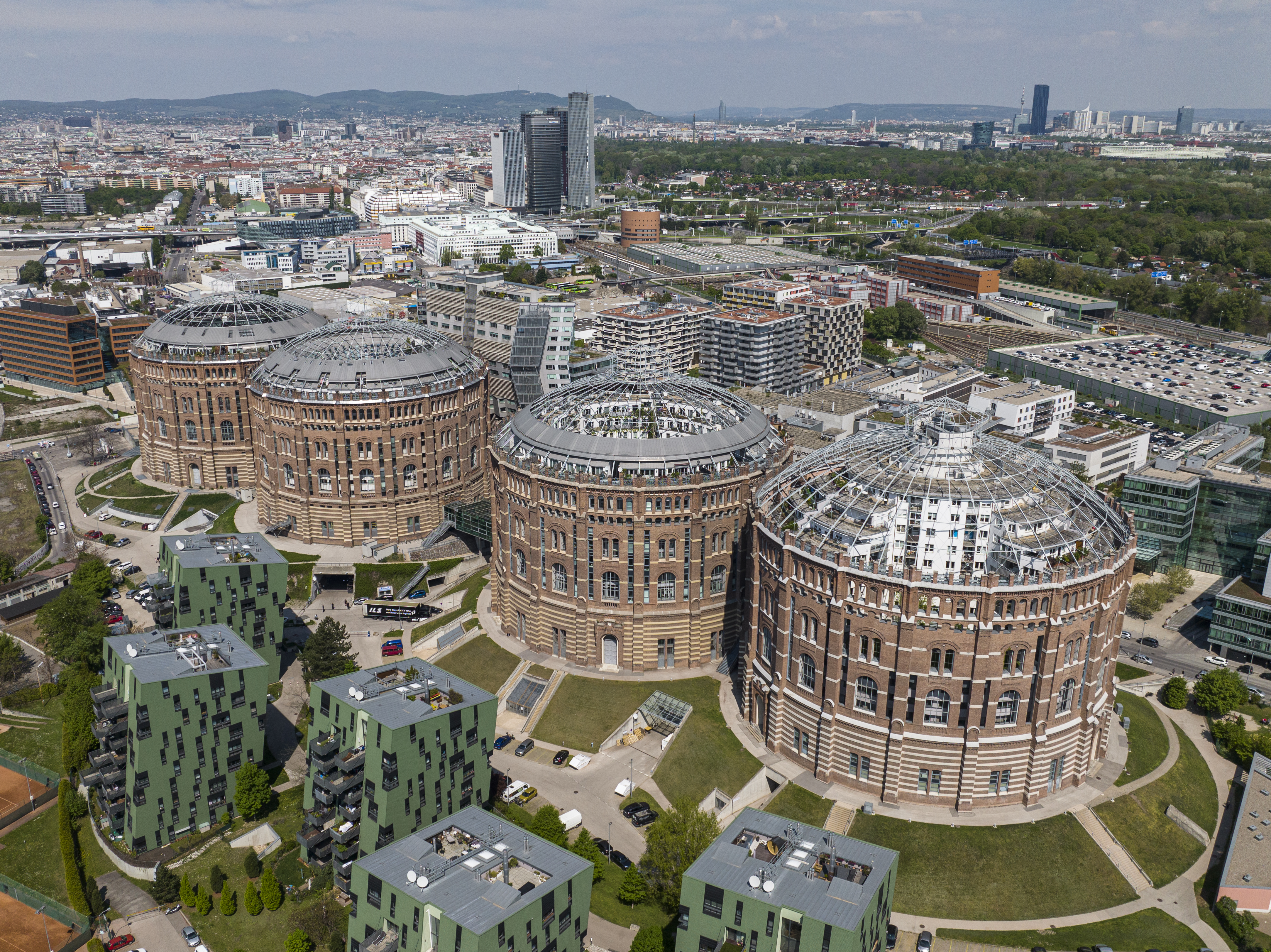
Les Gazomètres de Vienne.

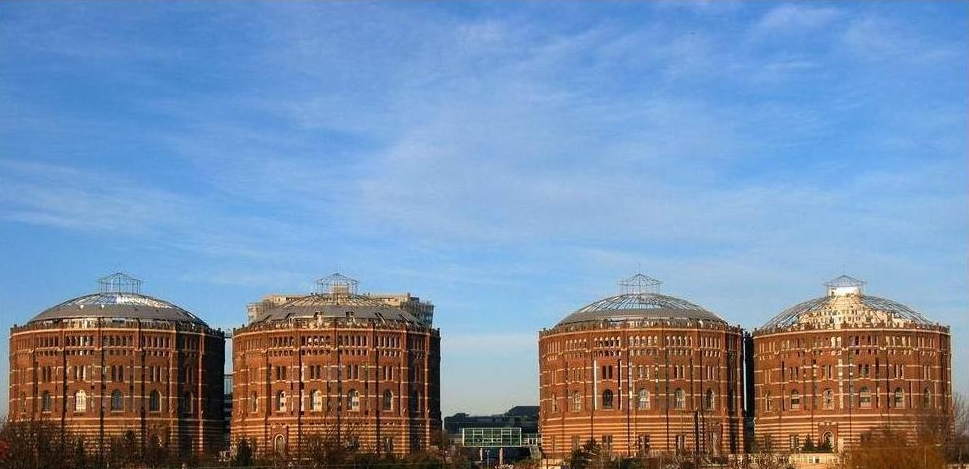
Les Gazomètres de Vienne.

Les Gazomètres de Vienne sont quatre anciens réservoirs à gaz, situés à Simmering, 11e district de Vienne en Autriche. Ils avaient à l'origine chacun une capacité de stockage de 90 000 m3 et faisaient partie de l'usine à gaz de Vienne.
Les gazomètres furent utilisés comme réservoirs à gaz de 1899 à 1984. Ils n'ont plus été utilisés après le passage du gaz de ville au gaz naturel entre 1969 et 1978. Leurs activités industrielles ont été arrêtées et les structures démantelées. Seuls les murs extérieurs ont été préservés et une nouvelle affectation leur a été donnée.

## Historique
Les gazomètres ont été construits de 1896 à 1899 à Simmering, près de l'usine à gaz. Les réservoirs avaient été construits pour alimenter Vienne en gaz de ville. Précédemment, Vienne était fournie en gaz par la société anglaise ICGA (Imperial Continental Gas Association). Après l'expiration des contrats avec l'ICGA, Vienne décida de construire l'infrastructure nécessaire à sa propre fourniture en gaz. À cette époque il s'agissait de la plus grande construction d'Europe.[réf. nécessaire]
À l'époque Vienne n'était pas aussi étendue qu'actuellement. Les gazomètres étaient situés largement en dehors de la ville mais étaient visibles de celle-ci. Les habitants de Vienne s'étaient opposés à cette vue peu esthétique des cuves à gaz. Les réservoirs ont alors été "habillés" d'une façade et de fenêtres uniquement dans le but d'en améliorer l'aspect.
Les cuves à gaz ont été retirées en 1984 en raison des nouvelles techniques de construction en matière de gazomètres et également en raison du passage du gaz de ville au gaz naturel. Le gaz est actuellement stocké sous terre ou dans des sphères de stockage de gaz sous des pressions beaucoup plus élevées et dans des volumes beaucoup plus réduits que les anciens gazomètres. Le retrait de ces cuves a été réalisé sans toucher aux façades qui leur servaient de cache. Ces façades ont été conservées et ont été classées en 1978 comme repère historique protégé.
Au cours des années qui ont suivi la désaffectation des réservoirs, ceux-ci ont servi à diverses fins, notamment comme décor pour le film de James Bond Tuer n'est pas jouer (The Living Daylights) et comme lieu de rendez-vous pour les Gazometer-Raves. Le son rendu par les grandes structures rondes convenant parfaitement à la musique rave et le terme gazomètre est connu dans le milieu.
Vienne a entrepris une réhabilitation du site et fit appel en 1995 à un concours d'architecture afin de donner une nouvelle affectation aux gazomètres. Les projets retenus furent ceux des architectes Jean Nouvel (Gazomètre A), Coop-Himmelb(l)au (Gazomètre B), Manfred Wehdorn (Gazomètre C) et Wilhelm Holzbauer (Gazomètre D) et furent réalisés entre 1999 et 2001. Chaque gazomètre a été divisé en plusieurs zones : des appartements dans la partie supérieure (la zone de vie), des bureaux aux étages (la zone de travail) et des centres commerciaux au rez-de-chaussée (la zone de divertissement et de commerce). Les niveaux des centres commerciaux sont reliés entre eux par des passerelles. Le mur extérieur a gardé son caractère historique et a été conservé dans son état d'origine.
Parmi les idées rejetées, un projet de l'architecte Manfred Wehdorn visait à transformer les gazomètres en hôtels et en infrastructure pour une exposition universelle qui se serait tenue à Vienne et à Budapest, mais qui n'a finalement pas eu lieu.
L'inauguration officielle des gazomètres eut lieu le 30 octobre 2001. Toutefois le public y avait déjà accès dès le mois de mai 2001.

## Détails techniques
Les gazomètres sont quatre réservoirs de gaz cylindriques et télescopiques. Chaque réservoir a une capacité de 90 000 m3 et est posé dans un bassin d'eau. Chaque gazomètre est entouré d'une façade de briques rouges. Ils ont une hauteur de 70 m et un diamètre de 60 m. Les gazomètres ont été démontés pendant la transformation, la façade en briques et une partie du toit ont été conservés.
Le gaz de ville était à l'origine employé uniquement pour l'alimentation des réverbères. En 1910 son utilisation a été étendue à l'usage domestique (cuisine et chauffage).

## Les gazomètres aujourd'hui
Les gazomètres se sont développés comme un village et sont actuellement une ville dans la ville. Une communauté s'est développée au sein des gazomètres, tant au niveau de la vie communautaire (logement) qu'au niveau du développement communautaire virtuel (la Gasometer Community).
De nombreuses thèses, des dissertations en psychologie, en urbanisme, en journalisme et en architecture ont été écrites sur ce phénomène.
L'équipement intérieur comprend une salle de concert (d'une capacité de 2 000 à 3 000 personnes), un cinéma, des logements d'étudiants, les archives municipales, etc.
Il y a environ 800 appartements (dont deux-tiers dans les murs historiques de brique) avec 1 600 locataires permanents et environ 70 appartements pour étudiants offrant un logement à 250 étudiants.

## Vues des gazomètres

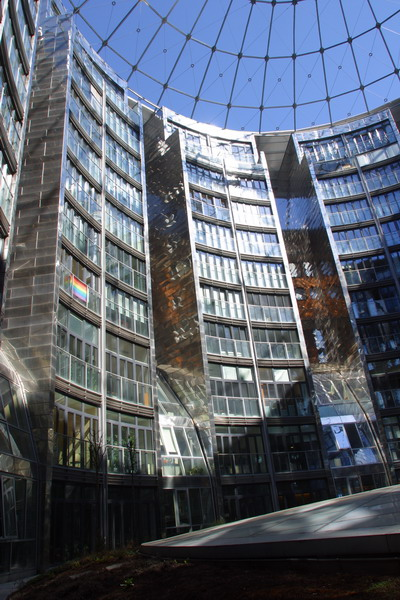
Gazomètre A, Jean Nouvel.
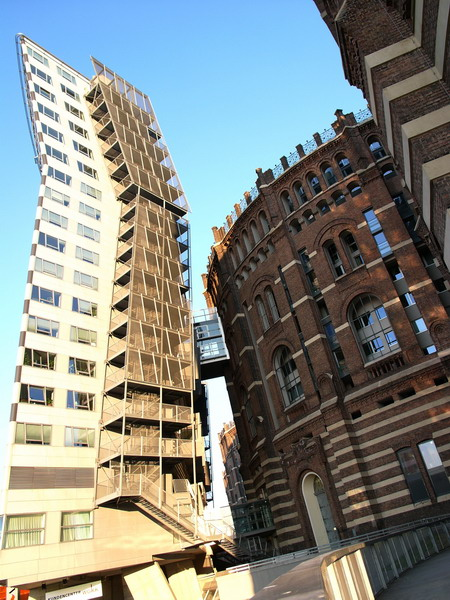
Gazomètre B, Coop Himmelb(l)au.
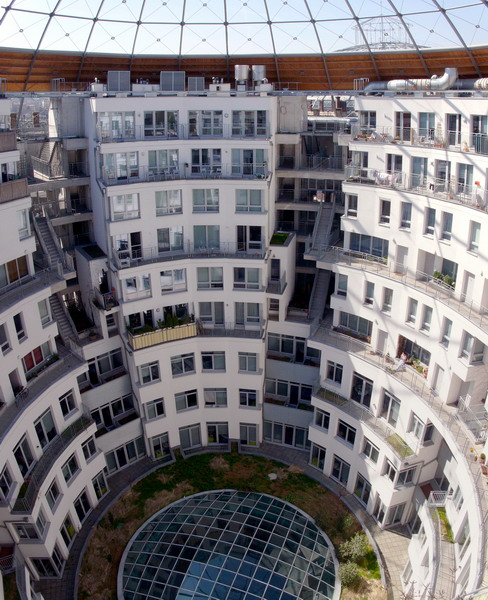
Gazomètre C, Manfred Wehdorn.
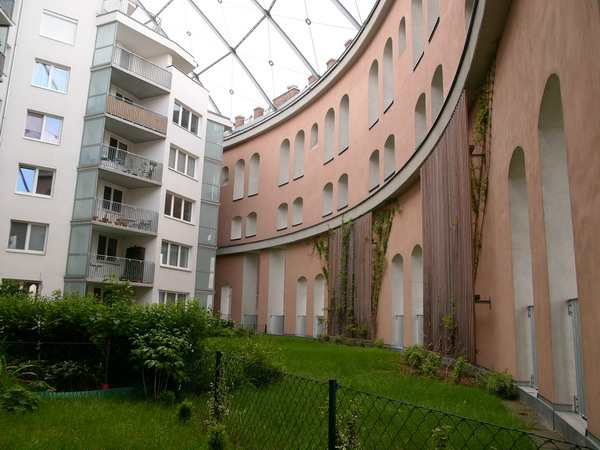
Gazomètre D, Wilhelm Holzbauer.

### Autres gazomètres réaffectés
- Allemagne
  - Gazomètre d'Oberhausen, Rhénanie-du-Nord-Westphalie.
  - Gazomètre Tauchgasometer, Duisbourg, ancien réservoir réaffecté en centre de plongée.
- Belgique
  - Gazomètre de Fontaine-l'Évêque réaffecté en musée.
- Brésil
  - Gazomètre de Porto Alegre réaffecté en centre culturel.